# Philodromus morsus
Philodromus morsus là một loài nhện trong họ Philodromidae.
Loài này thuộc chi Philodromus. Philodromus morsus được Ferdinand Karsch miêu tả năm 1884.